# Лестница Шильда
Лестница Шильда (англ. Schild’s Ladder) — фантастический роман австралийского фантаста Грега Игана, вышедший в 2001 году. Особенность — правдоподобие с точки зрения теоретической физики, использование нетривиальной математики, что позволяет отнести произведение к так называемой «твёрдой» научной фантастике.

## Сюжет
В далёком будущем, через двадцать тысяч лет, физик с Земли Касс отправляется на орбитальную станцию в системе Мимоза, чтобы поставить серию экспериментов для установления предела применимости «законов Сарумпета»[уточнить] — системы фундаментальных уравнений из «теории квантовых графов», которая позволяет представить физическую реальность в виде полной группы многодольных графов.
В результате экспериментов внезапно возникла область пространства более стабильного, чем обычный вакуум. Самовложенный «ново-вакуум» начал расширяться с полусветовой скоростью, а обычный вакуум стал коллапсировать на границе облака, явно указывая на возможность обобщения законов Сарумпета. Местное население вынуждено искать более удалённую звёздную систему, чтобы избежать монотонно приближающейся границы, но её движение никогда не замедляется, и только вопрос времени, когда «ново-вакуум» охватит любой заданный объект.
По мере того, как туман поглощает звезду за звездой, возникает два лагеря: защитники, которые хотят остановить туман и сохранить Млечный Путь любой ценой, и «добытчики», которые считают, что «ново-вакуум» — очень важное открытие, и поэтому его надо изучать, а не уничтожать.
Спустя 600 лет после начала эксперимента на борту звёздного крейсера «Риндлер», который движется со скоростью границы, беженцы пытаются нащупать возможные подходы к физике «ново-вакуума». Туман оказывается более сложной структурой, чем можно себе представить, Иган использует два термина — «симулятор» и «квантовое описание» — для описания предела в нашем понимании упорядоченного универсума с зонами полного хаоса, представляемого как направленное развитие квантовой графовой решётчатой структуры, в которой элементарные частицы, фундаментальные взаимодействия и пространство-время сами по себе являются лишь частными случаями этой структуры.